# Chthonerpeton perissodus
Espèce
Statut de conservation UICN

 DD  : Données insuffisantes
Chthonerpeton perissodus est une espèce de gymnophiones de la famille des Typhlonectidae.

## Répartition
La distribution de cette espèce n'est connue que par sa localité type : Rio Pandeiros dans le nord-ouest du Minas Gerais au Brésil.

## Publication originale
- Nussbaum & Wilkinson, 1987 : Two new species of Chthonerpeton (Amphibia: Gymnophiona: Typhlonectidae) from Brazil. Occasional Papers of the Museum of Zoology, University of Michigan, vol. 716, p. 1-15 (texte intégral).